# Максютово (Кугарчинський район)
Максю́тово (рос. Максютово, башк. Мәҡсүт) — село у складі Кугарчинського району Башкортостану, Росія. Адміністративний центр Максютовської сільської ради.
Населення — 1003 особи (2010; 1090 в 2002).
Національний склад:
- башкири — 52%